# A.T. Cross Company

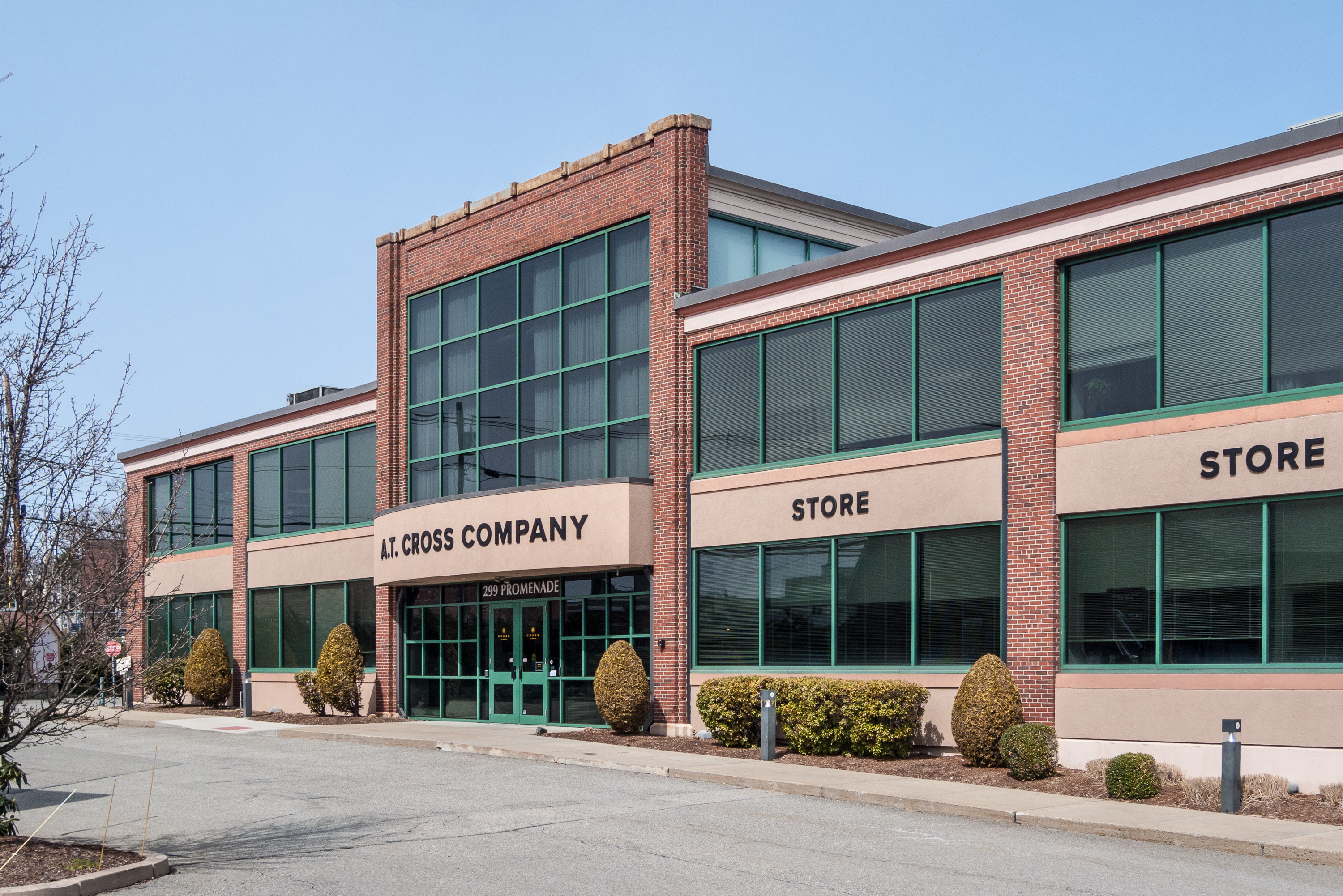
Cross huvudkontor i Providence

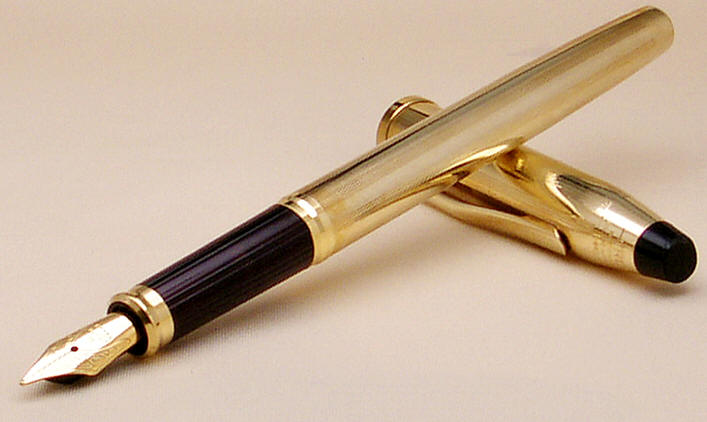
En reservoarpenna av modellen Cross Century II

A.T. Cross Company, LLC., mer känt som enbart Cross, är ett amerikanskt företag grundat 1846 i Providence, Rhode Island. Cross tillverkar bland annat reservoarpennor, kulspetspennor, mekaniska blyertspennor och bläck.
Cross flyttade sitt huvudkontor till Lincoln, Rhode Island i början av 1960-talet men 2016 flyttade man tillbaks till Providence då huvudkontoret i Lincoln blivit för stort.

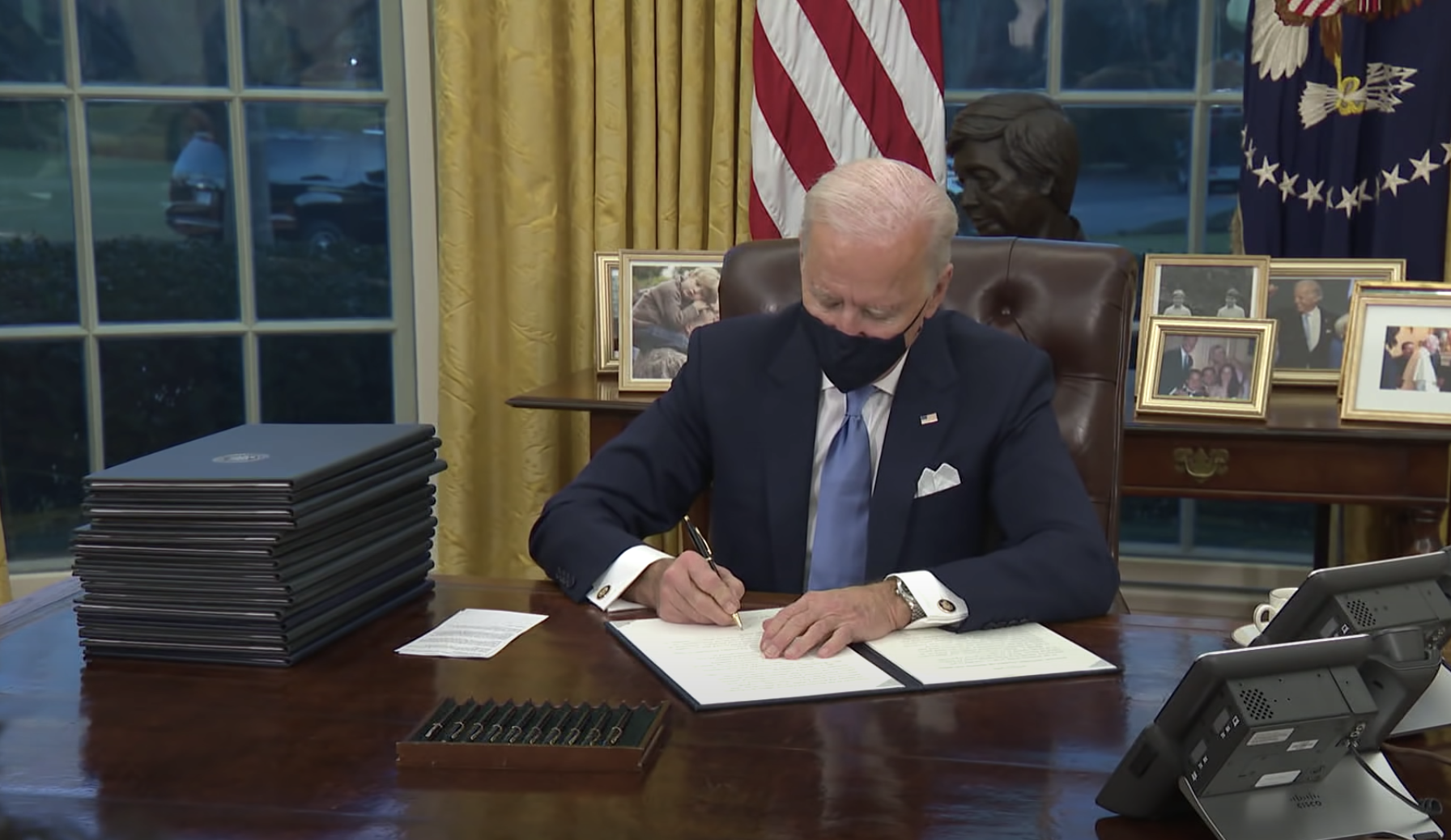
Joe Biden använder en Cross-penna

2014 köpte Cross, som då ägdes av Clarion Capital, penntillverkaren Sheaffer. 2017 köptes Cross av Transom Capital Group.
Cross är kända för att tillverka pennor till Vita huset åtminstone sedan 1970-talet. Det var under Bill Clintons tid som president som det officiella samarbetet mellan Cross och Vita huset började, men även tidigare presidenter, som Gerald Ford, Ronald Reagan och George H.W. Bush, har använt Cross-pennor. Presidenten använder pennorna för att skriva under lagar och det är tradition att pennorna efteråt delas ut som souvenirer till åskådare som bevittnat undertecknandet.